# Open di Francia 2007
L'Open di Francia 2007, la 106ª edizione degli Open di Francia di tennis, si è svolto sui campi in terra rossa dello Stade Roland Garros di Parigi, Francia, dal 28 maggio al 10 giugno 2007.
Il singolare maschile è stato vinto, per la terza volta consecutiva, dallo spagnolo Rafael Nadal, che si è imposto sullo svizzero Roger Federer in quattro set con il punteggio di 6–3, 4–6, 6–3, 6–4. Il singolare femminile è stato vinto dalla belga Justine Henin, che ha battuto in due set la serba Ana Ivanović.
Nel doppio maschile si sono imposti il bahamense Mark Knowles e il canadese Daniel Nestor. Nel doppio femminile hanno trionfato l'australiana Alicia Molik e l'italiana Mara Santangelo.
Nel doppio misto la vittoria è andata alla francese Nathalie Dechy in coppia con l'israeliano Andy Ram.

## Partecipanti uomini

### Teste di serie
| Nazionalità | Giocatore             | Ranking | Testa di serie |
| ----------- | --------------------- | ------- | -------------- |
| Svizzera    | Roger Federer         | 1       | 1              |
| Spagna      | Rafael Nadal          | 2       | 2              |
| Stati Uniti | Andy Roddick          | 3       | 3              |
| Russia      | Nikolaj Davydenko     | 4       | 4              |
| Cile        | Fernando González     | 5       | 5              |
| Serbia      | Novak Đoković         | 6       | 6              |
| Croazia     | Ivan Ljubičić         | 7       | 7              |
| Stati Uniti | James Blake           | 8       | 8              |
| Spagna      | Tommy Robredo         | 9       | 9              |
| Rep. Ceca   | Tomáš Berdych         | 12      | 10             |
| Francia     | Richard Gasquet       | 13      | 11             |
| Spagna      | David Ferrer          | 14      | 12             |
| Russia      | Michail Južnyj        | 15      | 13             |
| Australia   | Lleyton Hewitt        | 16      | 14             |
| Argentina   | David Nalbandian      | 18      | 15             |
| Cipro       | Marcos Baghdatis      | 19      | 16             |
| Spagna      | Juan Carlos Ferrero   | 20      | 17             |
| Argentina   | Juan Ignacio Chela    | 21      | 18             |
| Argentina   | Guillermo Cañas       | 22      | 19             |
| Finlandia   | Jarkko Nieminen       | 23      | 20             |
| Russia      | Dmitrij Tursunov      | 24      | 21             |
| Russia      | Marat Safin           | 25      | 22             |
| Spagna      | Carlos Moyá           | 26      | 23             |
| Slovacchia  | Dominik Hrbatý        | 27      | 24             |
| Svezia      | Robin Söderling       | 28      | 25             |
| Argentina   | Agustín Calleri       | 29      | 26             |
| Austria     | Jürgen Melzer         | 30      | 27             |
| Germania    | Philipp Kohlschreiber | 32      | 28             |
| Italia      | Filippo Volandri      | 34      | 29             |
| Francia     | Julien Benneteau      | 35      | 30             |
| Germania    | Florian Mayer         | 36      | 31             |
| Spagna      | Nicolás Almagro       | 37      | 32             |

### Altri partecipanti
I seguenti giocatori hanno ricevuto una wildcard per il tabellone principale:
- Edouard Roger Vasselin
- Olivier Patience
- Thierry Ascione
- Mathieu Montcourt
- Alexandre Sidorenko
- Nicolas Mahut
- Jonathan Eysseric
- Peter Luczak

I seguenti giocatori sono passati dalle qualificazioni:

- Juan Pablo Brzezicki
- Konstantinos Economidis
- Iván Navarro
- Laurent Recouderc
- Bohdan Ulihrach
- Flavio Cipolla
- Marin Čilić
- Ivo Minář
- Christophe Rochus
- Dušan Vemić
- Paul Capdeville
- Boris Pašanski
- Fabio Fognini
- Marcos Daniel
- Jerome Haehnel
- Lukáš Dlouhý
- Edouard Roger Vasselin (lucky loser)
- Olivier Patience (lucky loser)
- Mariano Zabaleta (lucky loser)
- Thierry Ascione (lucky loser)
- Fernando Vicente (lucky loser)
- Santiago Giraldo (lucky loser)
- Juan Pablo Guzman (lucky loser)
- Mathieu Montcourt (lucky loser)

## Senior

### Legenda
| - Q = Qualificato - WC = Wild card - LL = Lucky loser | - ALT = Alternate - SE = Special Exempt - PR = Protected Ranking | - w/o = Walkover - r = Ritirato - d = Squalificato |

### Singolare maschile
Rafael Nadal ha battuto  Roger Federer con il punteggio di 6–3, 4–6, 6–3, 6–4.
|  | Quarti di finale | Quarti di finale  | Quarti di finale  | Quarti di finale  | Quarti di finale | Quarti di finale | Quarti di finale |  |  | Semifinali        | Semifinali        | Semifinali        | Semifinali        | Semifinali   | Semifinali | Semifinali |   |   | Finale        | Finale        | Finale        | Finale | Finale | Finale | Finale |  |
|  |                  |                   |                   |                   |                  |                  |                  |  |  |                   |                   |                   |                   |              |            |            |   |   |               |               |               |        |        |        |        |  |
|  | 1                | Roger Federer     | Roger Federer     | 7                 | 1                | 6                | 6                |  |  |                   |                   |                   |                   |              |            |            |   |   |               |               |               |        |        |        |        |  |
|  | 9                | Tommy Robredo     | Tommy Robredo     | 5                 | 6                | 1                | 2                |  |  | Roger Federer     | Roger Federer     | Roger Federer     | Roger Federer     | 7            | 7          | 7          |   |   |               |               |               |        |        |        |        |  |
|  | 4                | Nikolaj Davydenko | Nikolaj Davydenko | Nikolaj Davydenko | 7                | 6                | 6                |  |  | Nikolaj Davydenko | Nikolaj Davydenko | Nikolaj Davydenko | Nikolaj Davydenko | 5            | 65         | 67         |   |   |               |               |               |        |        |        |        |  |
|  | 19               | Guillermo Cañas   | Guillermo Cañas   | Guillermo Cañas   | 5                | 4                | 4                |  |  |                   |                   |                   |                   |              |            |            |   |   | Roger Federer | Roger Federer | Roger Federer | 3      | 6      | 3      | 4      |  |
|  | 6                | Novak Đoković     | Novak Đoković     | Novak Đoković     | 6                | 6                | 6                |  |  |                   |                   | Rafael Nadal      | Rafael Nadal      | Rafael Nadal | 6          | 4          | 6 | 6 |               |               |               |        |        |        |        |  |
|  |                  | Igor' Andreev     | Igor' Andreev     | Igor' Andreev     | 3                | 3                | 3                |  |  | Novak Đoković     | Novak Đoković     | Novak Đoković     | Novak Đoković     | 5            | 4          | 2          |   |   |               |               |               |        |        |        |        |  |
|  | 23               | Carlos Moyá       | Carlos Moyá       | Carlos Moyá       | 4                | 3                | 0                |  |  | Rafael Nadal      | Rafael Nadal      | Rafael Nadal      | Rafael Nadal      | 7            | 6          | 6          |   |   |               |               |               |        |        |        |        |  |
|  | 2                | Rafael Nadal      | Rafael Nadal      | Rafael Nadal      | 6                | 6                | 6                |  |  |                   |                   |                   |                   |              |            |            |   |   |               |               |               |        |        |        |        |  |

### Singolare femminile
Justine Henin ha battuto  Ana Ivanović con il punteggio di 6–1, 6–2.
|  | Quarti di finale | Quarti di finale   | Quarti di finale | Quarti di finale | Quarti di finale |  |  | Semifinali      | Semifinali      | Semifinali      | Semifinali   | Semifinali   |   |   | Finale        | Finale        | Finale        | Finale | Finale |  |
|  |                  |                    |                  |                  |                  |  |  |                 |                 |                 |              |              |   |   |               |               |               |        |        |  |
|  | 1                | Justine Henin      | Justine Henin    | 6                | 6                |  |  |                 |                 |                 |              |              |   |   |               |               |               |        |        |  |
|  | 8                | Serena Williams    | Serena Williams  | 4                | 3                |  |  | Justine Henin   | Justine Henin   | Justine Henin   | 6            | 6            |   |   |               |               |               |        |        |  |
|  | 4                | Jelena Janković    | Jelena Janković  | 6                | 7                |  |  | Jelena Janković | Jelena Janković | Jelena Janković | 2            | 2            |   |   |               |               |               |        |        |  |
|  | 6                | Nicole Vaidišová   | Nicole Vaidišová | 3                | 5                |  |  |                 |                 |                 |              |              |   |   | Justine Henin | Justine Henin | Justine Henin | 6      | 6      |  |
|  | 7                | Ana Ivanović       | 6                | 3                | 6                |  |  |                 |                 | Ana Ivanović    | Ana Ivanović | Ana Ivanović | 1 | 2 |               |               |               |        |        |  |
|  | 3                | Svetlana Kuznecova | 0                | 6                | 1                |  |  | Ana Ivanović    | Ana Ivanović    | Ana Ivanović    | 6            | 6            |   |   |               |               |               |        |        |  |
|  | 9                | Anna Čakvetadze    | Anna Čakvetadze  | 3                | 4                |  |  | Marija Šarapova | Marija Šarapova | Marija Šarapova | 2            | 1            |   |   |               |               |               |        |        |  |
|  | 2                | Marija Šarapova    | Marija Šarapova  | 6                | 6                |  |  |                 |                 |                 |              |              |   |   |               |               |               |        |        |  |

### Doppio maschile
Mark Knowles /  Daniel Nestor hanno battuto  Lukáš Dlouhý /  Pavel Vízner con il punteggio di 2–6, 6–3, 6–4.
|  | Quarti di finale | Quarti di finale                  | Quarti di finale                  | Quarti di finale | Quarti di finale |  |  | Semifinali                     | Semifinali                     | Semifinali                     | Semifinali                 | Semifinali |   |   | Finale                    | Finale                    | Finale | Finale | Finale |  |
|  |                  |                                   |                                   |                  |                  |  |  |                                |                                |                                |                            |            |   |   |                           |                           |        |        |        |  |
|  | 1                | Bob Bryan Mike Bryan              | 7                                 | 4                | 4                |  |  |                                |                                |                                |                            |            |   |   |                           |                           |        |        |        |  |
|  | 9                | Lukáš Dlouhý Pavel Vízner         | 5                                 | 6                | 6                |  |  | Lukáš Dlouhý Pavel Vízner      | Lukáš Dlouhý Pavel Vízner      | 6                              | 1                          | 6          |   |   |                           |                           |        |        |        |  |
|  | 4                | Fabrice Santoro Nenad Zimonjić    | Fabrice Santoro Nenad Zimonjić    | 6                | 7                |  |  | Fabrice Santoro Nenad Zimonjić | Fabrice Santoro Nenad Zimonjić | 1                              | 6                          | 4          |   |   |                           |                           |        |        |        |  |
|  |                  | Igor' Kunicyn Dmitrij Tursunov    | Igor' Kunicyn Dmitrij Tursunov    | 4                | 5                |  |  |                                |                                |                                |                            |            |   |   | Lukáš Dlouhý Pavel Vízner | Lukáš Dlouhý Pavel Vízner | 6      | 3      | 4      |  |
|  | 6                | Daniel Nestor Mark Knowles        | Daniel Nestor Mark Knowles        | 6                | 6                |  |  |                                |                                | Daniel Nestor Mark Knowles     | Daniel Nestor Mark Knowles | 2          | 6 | 6 |                           |                           |        |        |        |  |
|  |                  | Michael Kohlmann Rainer Schüttler | Michael Kohlmann Rainer Schüttler | 4                | 4                |  |  | Daniel Nestor Mark Knowles     | Daniel Nestor Mark Knowles     | Daniel Nestor Mark Knowles     | 6                          | 6          |   |   |                           |                           |        |        |        |  |
|  |                  | Mahesh Bhupathi Radek Štěpánek    | 3                                 | 6                | 7                |  |  | Mahesh Bhupathi Radek Štěpánek | Mahesh Bhupathi Radek Štěpánek | Mahesh Bhupathi Radek Štěpánek | 3                          | 4          |   |   |                           |                           |        |        |        |  |
|  | 2                | Jonas Björkman Maks Mirny         | 6                                 | 1                | 6                |  |  |                                |                                |                                |                            |            |   |   |                           |                           |        |        |        |  |

### Doppio femminile
Alicia Molik /  Mara Santangelo hanno battuto  Katarina Srebotnik /  Ai Sugiyama con il punteggio di 7–6(5), 6–3.
|  | Quarti di finale | Quarti di finale                               | Quarti di finale                               | Quarti di finale | Quarti di finale |  |  | Semifinali                     | Semifinali                     | Semifinali                   | Semifinali                   | Semifinali                   |   |   | Finale                         | Finale                         | Finale                         | Finale | Finale |  |
|  |                  |                                                |                                                |                  |                  |  |  |                                |                                |                              |                              |                              |   |   |                                |                                |                                |        |        |  |
|  | 1                | Lisa Raymond Samantha Stosur                   | Lisa Raymond Samantha Stosur                   | 6                | 6                |  |  |                                |                                |                              |                              |                              |   |   |                                |                                |                                |        |        |  |
|  | 8                | Anabel Medina Garrigues Virginia Ruano Pascual | Anabel Medina Garrigues Virginia Ruano Pascual | 1                | 2                |  |  | Lisa Raymond Samantha Stosur   | Lisa Raymond Samantha Stosur   | 6                            | 4                            | 3                            |   |   |                                |                                |                                |        |        |  |
|  | 16               | Maria Elena Camerin Gisela Dulko               | 6                                              | 5                | 3                |  |  | Katarina Srebotnik Ai Sugiyama | Katarina Srebotnik Ai Sugiyama | 1                            | 6                            | 6                            |   |   |                                |                                |                                |        |        |  |
|  | 7                | Katarina Srebotnik Ai Sugiyama                 | 4                                              | 7                | 6                |  |  |                                |                                |                              |                              |                              |   |   | Katarina Srebotnik Ai Sugiyama | Katarina Srebotnik Ai Sugiyama | Katarina Srebotnik Ai Sugiyama | 65     | 4      |  |
|  | 5                | Chan Yung-jan Chuang Chia-jung                 | 3                                              | 6                | 1                |  |  |                                |                                | Alicia Molik Mara Santangelo | Alicia Molik Mara Santangelo | Alicia Molik Mara Santangelo | 7 | 6 |                                |                                |                                |        |        |  |
|  | 17               | Alicia Molik Mara Santangelo                   | 6                                              | 4                | 1                |  |  | Alicia Molik Mara Santangelo   | Alicia Molik Mara Santangelo   | 6                            | 3                            | 6                            |   |   |                                |                                |                                |        |        |  |
|  | 10               | Janette Husárová Meghann Shaughnessy           | 6                                              | 1                | 1                |  |  | Cara Black Liezel Huber        | Cara Black Liezel Huber        | 3                            | 6                            | 3                            |   |   |                                |                                |                                |        |        |  |
|  | 2                | Cara Black Liezel Huber                        | 4                                              | 6                | 6                |  |  |                                |                                |                              |                              |                              |   |   |                                |                                |                                |        |        |  |

### Doppio misto
Anabel Medina Garrigues /  Virginia Ruano Pascual hanno battuto  Casey Dellacqua /  Francesca Schiavone con il punteggio di 2–6, 7–5, 6–4.
|  | Semifinali | Semifinali                        | Semifinali                        | Semifinali | Semifinali |  |  | Finale                            | Finale                            | Finale                            | Finale | Finale |  |
|  |            |                                   |                                   |            |            |  |  |                                   |                                   |                                   |        |        |  |
|  | 6          | Katarina Srebotnik Nenad Zimonjić | Katarina Srebotnik Nenad Zimonjić | 6          | 6          |  |  |                                   |                                   |                                   |        |        |  |
|  | 5          | Yan Zi Mark Knowles               | Yan Zi Mark Knowles               | 3          | 4          |  |  | Katarina Srebotnik Nenad Zimonjić | Katarina Srebotnik Nenad Zimonjić | Katarina Srebotnik Nenad Zimonjić | 5      | 3      |  |
|  |            | Sun Tiantian Julian Knowle        | Sun Tiantian Julian Knowle        | 2          | 4          |  |  | Nathalie Dechy Andy Ram           | Nathalie Dechy Andy Ram           | Nathalie Dechy Andy Ram           | 7      | 6      |  |
|  | 8          | Nathalie Dechy Andy Ram           | Nathalie Dechy Andy Ram           | 6          | 6          |  |  |                                   |                                   |                                   |        |        |  |

## Junior

### Singolare ragazzi
Uladzimir Ihnacik ha battuto in finale  Greg Jones con il punteggio di 6–3, 6–4.

### Singolare ragazze
Alizé Cornet ha battuto in finale  Mariana Duque Mariño con il punteggio di 4–6, 6–1, 6–0.

### Doppio ragazzi
Thomas Fabbiano /  Andrei Karatchenia hanno battuto in finale  Kellen Damico /  Jonathan Eysseric con il punteggio di 6–4, 6–0.

### Doppio ragazze
Ksenija Milevskaja /  Urszula Radwańska hanno battuto in finale  Sorana Cîrstea /  Alexa Glatch con il punteggio di 6–1, 6–4.

## Altri eventi

### Doppio leggende under 45
Arnaud Boetsch /  Guy Forget hanno battuto in finale  Henri Leconte /  Cédric Pioline con il punteggio di 6–3, 3–6, 1–0(14).

### Doppio leggende over 45
Anders Järryd /  John McEnroe hanno battuto in finale  John Fitzgerald /  Guillermo Vilas con il punteggio di 6–1, 6–2.

### Singolare maschile in carrozzina
Shingo Kunieda ha battuto in finale  Robin Ammerlaan con il punteggio di 6–3, 6–4.

### Singolare femminile in carrozzina
Esther Vergeer ha battuto in finale  Florence Gravellier con il punteggio di 6–3, 5–7, 6–2.

### Doppio maschile in carrozzina
Stephane Houdet /  Michael Jeremiasz hanno battuto in finale  Shingo Kunieda /  Satoshi Saida con il punteggio di 7–6(4), 6–1.

### Doppio femminile in carrozzina
Maaike Smit /  Esther Vergeer hanno battuto in finale  Florence Gravellier /  Mie Yaosa con il punteggio di 6–1, 6–4.